# Christine Ohuruoguová
Christine Ijeoma Ohuruoguová (* 17. května 1984 Londýn) je britská atletka, sprinterka, olympijská vítězka a mistryně světa v běhu na 400 metrů.

## Sportovní kariéra
Její hlavní disciplínou je běh na 400 metrů. Na této trati se stala mistryní světa na šampionátu v Ósace v roce 2007. V závodě si vytvořila osobní rekord 49,61. O rok později se stala olympijskou vítězkou na stejné trati. Zlato z Pekingu na další olympiádě v Londýně v roce 2012 neobhájila, skončila na druhém místě.
Od začátku srpna roku 2006 měla dočasně pozastavenou činnost a nemohla se účastnit ME v atletice v Göteborgu. Důvodem pozastavení byla zameškání tří dopingových kontrol. V září 2006 byla národním svazem potrestána ročním zákazem startů, který začal platit 6. srpna 2006 a vypršel 5. srpna 2007. Podle pravidel Britského olympijského výboru nebude moci Ohuruoguová reprezentovat na Letních olympijských hrách. V říjnu 2007 se Ohuruoguová proti trestu u Mezinárodní sportovní arbitráže CAS odvolala. Se svoji obhajobou, že dopingové kontrolory minula vždy pokaždé kvůli změně tréninkového plánu však původně neuspěla. V listopadu 2007 nakonec Národní sportovní arbitráž vyhověla jejímu odvolání proti doživotnímu zákazu startů na olympijských hrách.

### Osobní rekordy
- běh na 100 metrů – 11,35 s (2008)
- běh na 200 metrů – 22,85 s (2009)
- běh na 400 metrů – 49,41 s (2013)